# Хлебный дом (компания)
«Хлебный дом» — российская компания, владевшая несколькими хлебозаводами в Санкт-Петербурге — Хлебозаводом Московского района (на базе которого и была создана в 1993 году), Муринским хлебозаводом и Хлебокомбинатом Василеостровского района. Продукцию выпускала под торговой маркой «Хлебный дом», которая сохранена и после поглощения фирмы финской хлебобулочно-кондитерской группой Fazer в 2005 году.

## История
Основана в 1993 году в результате акционирования Хлебозавода Московского района — крупного хлебозавода постройки 1934 года. Первое наименование — АО «12-й хлебозавод Московского района», наименование «Хлебный дом» присвоено в июне 1994 года.
К 1995 году Хлебозавод Московского района по-прежнему оставался единственным активом компании, годовые объёмы производства составляли 71 тыс. тонн хлебобулочной продукции и 11,5 тыс. тонн пряников, стоимость основных фондов оценивалась в $30 млн. В 1995 году заключено два крупных контракта на закупку хлебопекарного оборудования — с немецкой Winkler на 3,2 млн немецких марок и с итальянской Sasib на сумму $3,75 млн.
К 1997 году «Хлебный дом» стал одним из двух крупнейших игроков на рынке хлебобулочных изделий Санкт-Петербурга с долей около 15 %, немного уступая «Караваю», ежесуточный объём производства составил 100 тонн готовой продукции. В этом же году в обмен на небольшую долю в предприятии финская компания Fazer инвестировала $5 млн в модернизацию хлебозавода.
С 1998 года компания одной из первых в России освоила массовую упаковку хлеба. В 2002 году компания приобрела Муринский хлебозавод (пущеный в 1987 году) и Хлебокомбинат Василеостровского района (пущен в 1931 году; в 2014 году закрыт).
С 1997 года Fazer постепенно наращивала долю в компании, к лету 2005 года у руководства предприятия была выкуплена доля в 78 %, с этого момента компания стала фактически одним из подразделений Fazer в России (наряду с комбинатом «Звёздный» в Москве, приобретённым чуть позднее в том же году). В 2008 году Fazer целиком интегрировала все российские активы, базой филиала стал Санкт-Петербург, где сконцентрированы сбытовое и маркетинговое подразделениями, унифицированы торговые марки, притом вся хлебопродукция (в том числе, и изготовляемая на «Звёздном») переведена на сохранённую торговую марку «Хлебный дом». В 2023 году Fazer продала российское подразделение булочно-кондитерскому холдингу «Коломенский», включая все бывшие заводы «Хлебного дома» и права на торговую марку.

## Собственники и руководство
Приватизация хлебозавода в 1993 году проведена по второму типу, предусматривающему распределение половины акций среди трудового коллектива. В 1995 году в результате очередной эмиссии ¾ акций компании оказались в руках трёх крупных санкт-петербургских банков — «Промстройбанк СПб», «Петровский» и «Кредит-Петербург». По состоянию на ноябрь 1997 года сообщалось о трёх юридических лицах (ТОО «12-й Хлебозавод», ЗАО «Единство» и ЗАО «Альбирео»), в совокупности владеющих более 70 % акций компании, доля Fazer составляла 5 %. В 1998 году доля Fazer наращена до 58,22 %, притом одним из совладельцев, продавших акции финской компании, назван «Промстройбанк СПб».
Генеральный директор в течение всего периода существования компании — Валерий Федоренко (1951—2006), бывший с 1989 года директором Хлебозавода Московского района.